# Luigi Cittadini
Luigi Cittadini (Arezzo, 15 febbraio 1787 – Arezzo, 14 aprile 1854) è stato un medico italiano.

## Biografia
Nato ad Arezzo da Giovan Battista Cittadini, apprende i primi rudimenti medici presso il cerusico Antonio Giovannini, mentre dal 1805 studia presso l'Arcispedale di Santa Maria Nuova a Firenze, dove è allievo di Paolo Mascagni; qui, nottetempo, fa pratica su cadaveri che gli fornisce a pagamento il custode del cimitero e in questo modo inventa un procedimento per mettere in evidenza i vasi linfatici. Tra il 1809 e il 1811 serve la famiglia di Luciano Bonaparte, mentre nel 1810 firma un contratto per recarsi a San Pietroburgo alla corte dello zar Alessandro, ma rinuncia per pressioni familiari. Nel 1811 ottiene l'abilitazione alla professione, che affianca alla preparazione e alla vendita di modelli anatomici e all'attività di insegnante. L'anno successivo torna ad Arezzo ed è il primo chirurgo ad effettuare con esito positivo la resezione delle costole e dello sterno. Nello stesso anno diviene socio onorario dell'Accademia Petrarca di lettere, arti e scienze, di cui sarà poi presidente dal 1841 al 1847. Nel 1821 diviene professore della neoistituita cattedra di anatomia e chirurgia presso l'ospedale di Arezzo, e nello stesso anno si sposa con Eleonora Peruzzi, che muore pochi mesi dopo. Si risposerà successivamente con Rosa Del Corona.
Il 10 marzo 1844 divenne socio dell'Accademia delle scienze di Torino.
Nel 1849 viene chiamato da Giuseppe Garibaldi per curare Anita, e in una data imprecisata cura il granduca Leopoldo per una frattura alla clavicola.

## Archivio
Presso l'Accademia Petrarca è conservato il Fondo Luigi Cittadini, raccolto in una busta comprendente 22 fascicoli. Di essi, dieci contengono lettere ricevute da Cittadini fra il 1838 e il 1847, mentre nei rimanenti dodici si trova un numero imprecisato di diplomi accademici conferiti allo stesso medico tra il 1812 e il 1848.

## Opere
- Nuovi processi operatori, con sei tavole, e più riflessioni istoriche sulla circolazione del sangue, Arezzo, Pier Filippo Borghini editore, 1841.
- Storia d'Arezzo. Epoca antica, Firenze, Tipografia di Mariano Cecchi, 1853.